# The Companion Ladder Rapids
The Companion Ladder Rapids sind Stromschnellen des Waipara River im Mount-Aspiring-Nationalpark in der Region West Coast auf der Südinsel Neuseelands. Sie liegen im Oberlauf des Flusses zwischen der Haast Range und der Waipara Range.